# Opération Hats
Campagnes d'Afrique, du Moyen-Orient et de Méditerranée (1940-1945)
Batailles
Siège de Malte
L'Operation Hats était le nom de code d'une opération de la Royal Navy menée entre le 30 août et le 5 septembre 1940 par l'amiral James Fownes Somerville en mer Méditerranée, lors du début de la campagne de la Méditerranée durant la Seconde Guerre mondiale.

## Opération combinée
L'opération consistait en plusieurs missions distinctes, menées simultanément à la fois par la Force H basée à Gibraltar et par la Mediterranean Fleet basée à Alexandrie. Celles-ci comprenaient :
- la réalisation d'une série de raids aériens contre les bases italiennes en Sardaigne et en Dodécanèse,
- le transfert d'une série d'unités de la Force H à la Mediterranean Fleet via la route la plus courte à travers la Méditerranée,
- la livraison de fournitures urgentes à la garnison de l'île de Malte par le convoi MF.2, coupée et assiégée par les Italiens, avec un petit convoi de navires marchands.

### Autres opérations
La canonnière britannique HMS Aphis (en) devait naviguer de Malte à Alexandrie, mais la navigation a été annulée en raison de retards dans les réparations.
Le destroyer polonais ORP Garland a navigué de Malte via Gibraltar à l'Angleterre. Il a quitté Malte le 2 septembre avec quatre chasseurs du 13e Escadron de chasse pour Gibraltar. L'unité a été bombardée dans l'après-midi du 4 septembre devant Alger, et il a été endommagé par une bombe à proximité. Le HMS Griffin a pris le navire en remorquage et sont arrivés à Gibraltar le 5 septembre.

## Conséquences
L'opération Hats fut achevée par les forces navales britanniques sans problèmes particuliers: la Royal Navy, ayant reçu des nouvelles de l'activité navale de la Regiaa Marina.
La flotte de combat de l'amiral Inigo Campioni avait reçu l'ordre d'intercepter les unités de la Force F d'Alexandrie commandée par l'amiral Andrew Cunningham. Mais elle se heurta à un violent orage et l'amiral dut ordonner le retour à la base sans être entré en contact avec l'ennemi. Les attaques aériennes et les attaques des unités de torpilles italiennes n'ont causé que des dommages minimes aux navires britanniques.
L'invasion italienne de l'Égypte a commencé le 13 septembre, lorsqu'un convoi britannique venant de Durban était escorté par les croiseurs HMS Ajax et HMS York à Durban. Le convoi est arrivé à Alexandrie le 24 septembre.